# 牧トオル
佐木田 啓衣（さきた けい、1966年11月12日 - ）は、大阪府出身の俳優。身長170cm。体重59kg。血液型はA型。以前は夏アクターズスタジオ、ゼンヒラノ・アクティングゼミナールに所属していた。その後ノイエステ・モーデ→大判社→現在ノイエステ・モーデ所属。

## 出演

### 映画
- 隣人13号（2005年、メディアアーツ）
- 亡国のイージス（2005年、日本ヘラルド映画＝松竹）
- 宙に浮くけど潜ったり（2007年）
- 銀色のシーズン（2008年、東宝）
- ごくつま刑事（2010年）
- 商店街な人（2011年） - 日野五郎 役
- 夢売るふたり（2012年、アスミック・エース）
- 二宮金次郎（2019年、ストームピクチャーズ） - 円蔵 役
- 私はいったい、何と闘っているのか（2021年） - 金田の部下 役
- チェリまほ THE MOVIE ～30歳まで童貞だと魔法使いになれるらしい～（2022） - 課長役
- 鋼の錬金術師 完結編 復讐者スカー（2022） - 患者 役

### テレビドラマ
- 陰の季節3 密告（2001年）※デビュー作
- 会計士探偵 上条麗子の事件推理2 死を呼ぶ早期退職者 念願の喫茶店開店直前に夫が撲殺!! 800万の小切手も消失…第二の人生の夢を襲う友情の裏の殺意（2002年）
- 新・愛の嵐 第7話（2002年）
- TEAM3（2002年）
- ダブルスコア 第10話「奪われた刑事の拳銃! 仲間達の熱き戦い」（2002年）
- 刑事☆イチロー 第7話「家族の幸福のために…捜査陣の新たな決意!」（2003年）
- 御宿かわせみ 第一章 第4話（2003年）
- あなたの人生お運びします! 第7話「名古屋嫁入り大騒動の巻」（2003年）
- 朱夏 妻が消えた日（2003年）
- 幸福の王子 第10話「死神に愛された二人の運命に挑む最後の夜」（2003年）
- 蝉しぐれ 第4・5話（2003年）
- 鉄道捜査官3 津和野トンネル殺人!（2003年）
- 乱歩R（2004年）
  - 第5話「白髪の連続殺人鬼! 復讐の裏側に涙の恋」
  - 第9話「怪人二十面相（前編）」
- ラストプレゼント 娘と生きる最後の夏（2004年）
  - 第1話「会いたい」
  - 第7話「二人の母」
- 逃亡者 RUNAWAY 第3話「謎の男」（2004年）
- 君が想い出になる前に 第9話「消せない疑惑」・第10話「過去への旅立ち」（2004年）
- ハラハラ刑事〜危険な二人の犯罪捜査〜1　美人OLナゾの飛び降り自殺と汚職警官の秘密計画を暴け!（2004年）
- トキオ 父への伝言 第9話（2004年）
- 信濃のコロンボ事件ファイル8 アリスの騎士（2005年）
- ドラゴン桜 第1話「バカとブスこそ東大へ行け」（2005年）
- 理想の生活 第12話（2005年）
- 弁護士のくず 第2話「ちょいワルおやじvs不良少女」（2006年）
- 59番目のプロポーズ（2006年）
- 鉄道警察官・清村公三郎3 黒部渓谷トロッコツアー殺人事件（2006年）
- 黒い骨（2007年）
- ケータイ刑事 銭形海 1stシリーズ 第3話「言いつけを守らなかった男!〜スッポンパパ殺人事件〜」（2007年）
- 菊次郎とさき 第3シリーズ 第4話「ビートたけし10歳の夏休み 【踊る北野一家】」（2007年）
- 新マチベン 〜オトナの出番〜 第5話「爆破メールの真実」（2007年）
- 世にも奇妙な物語 秋の特別編（2007年）
- 死化粧師 エンバーマー 間宮心十郎 第1話「美しい最期を」（2007年）
- 有閑倶楽部 第1話「いよいよ参上! ダンス（秘）大作戦」（2007年）
- だいすき!! 第6話「お父さんはどこ?」（2008年）
- オトコマエ!（2008年）
- 事件記者〜警視庁記者クラブ〜（2008年）
- メン☆ドル 〜イケメンアイドル〜 第1話「男でデビュー!? の巻」（2008年）
- 湯けむりドクター華岡万里子の温泉事件簿4 天狗の神隠し（2008年）
- 警視庁三ツ星刑事 佐々木丈太郎1 相棒を狙う卑劣なワナ! 殺害予告に隠された巧妙なトリック（2009年）
- 松本清張生誕100年スペシャル 夜光の階段 第1話「野望」（2009年）
- 妻よ! 松本サリン事件犯人と呼ばれて…家族を守り抜いた15年（2009年）
- ご近所探偵・五月野さつき4 旅立ちの代償（2009年）
- 法医学教室の事件ファイル29 整形美女は二度殺される!? 致死量失血の謎!! 疑惑の警視正vs.女医! 皮膚組織と銃弾に秘密が…（2009年）
- 水戸黄門 第40部 第5話「美人剣士の婿選び」（2009年） - 伴蔵
- 東京DOGS 第2話「親子を守る戦闘術」（2009年） - 事務員
- ヤメ検の女1 〜権力に屈しない! 父を殺され心閉じた少女を救え! 検察を出た女弁護士が隠蔽された連続殺人の真相を暴く（2009年）
- 阪神・淡路大震災から15年 神戸新聞の7日間 〜命と向き合った被災記者たちの闘い〜（2010年）
- 龍馬伝 第36話「寺子屋騒動」・第37話「龍馬の妻」（2010年）
- マークスの山（2010年）
- ストロベリーナイト パイロット版（2010年）
- 古代少女隊ドグーンV 第8話「妖怪 ドカちん 登場」（2010年）
- 未解決事件 file.01 グリコ・森永事件（2011年） - 遊軍記者 役
- 警視庁鑑識課〜南原幹司の鑑定〜1 美人料理研究家が殺された! 遺体の衣服に微量の土砂科学捜査が暴く愛と憎しみの復讐劇 心に闇を抱え女刑事が挑む（2011年）
- ストロベリーナイトレジェンド（2012年）
- ストロベリーナイト 第9話「ソウルケイジ」（2012年）
- 平清盛 第39話「兎丸無念」（2012年）
- 相棒 season 11 第17話「ビリー」（2013年、テレビ朝日） - 野田浩二 役
- 女囚セブン 第2話（2017年4月28日、テレビ朝日） - 親族 役
- トットちゃん! 第44話（2017年11月30日、テレビ朝日）
- 全力失踪 第5話（2017年10月1日、NHK BSプレミアム） - 刑事 役
- 定年女子 第2話・3話（2017年7月16日・23日、NHK BSプレミアム） - 小学校教師 役
- 不能犯（2017年12月22日、dTV配信、2018年1月17日 - 2018年2月7日、カンテレ） - 医者 役
- トドメの接吻（2018年1月7日 - 3月11日、日本テレビ） - 浮浪者 役 ※セミレギュラー
- NHKスペシャル MEGAQUAKE 南海トラフ巨大地震 迫りくる“Ｘデー”に備えろ（2018年9月1日、NHK）※ドラマパートに出演
- ぬけまいる〜女三人伊勢参り 第1話・2話（2018年10月27日・11月3日、NHK総合） - 藤吉 役
- 坂の途中の家（2019年4月27日 - 6月1日、WOWOW） - 中西潤平　役
- 頭に来てもアホとは戦うな! 第8話（2019年6月11日、日本テレビ） - 銀行員 役
- サギデカ 第3話（2019年9月14日、NHK総合） - 福田亜佐美の父 役
- トップナイフ 第6話（2020年2月15日、日本テレビ） - 警備員 役
- パパがも一度恋をした 第5話（2020年2月29日、フジテレビ） - チンピラ 役
- 赤い刻印〜ショカツ刑事・羽角啓子（2020年3月22日、TBS） - 蓮見孝介 役
- 田康夫サスペンス 新・信濃のコロンボ〜追分殺人事件〜 第1作（2020年6月8日、テレビ東京） - 生前の小西を目撃した男 役
- ディア・ペイシェント〜絆のカルテ〜 第3話（2020年7月31日、NHK総合） - 島崎 役
- 働かざる者たち（2020年8月27日 - 10月1日、テレビ東京） - ヨッちゃん 役
- 天使にリクエストを〜人生最後の願い〜　第2話（2020年9月26日、NHK総合） - 大松三郎 役
- 30歳まで童貞だと魔法使いになれるらしい（2020年10月9日 - 12月24日、テレビ東京） - 課長 役
- 珈琲いかがでしょう（2021年、テレビ東京） - ホームレス役
- 剣樹抄（2021年、NHK BSプレミアム） - 留吉 役

•浅見光彦　源氏物語殺人事件（2022年12月12日  テレビ東京 月曜プレミア８）-薫り木職人 役
・恋する警護24時　5話 6話（2024年、テレビ朝日）-佐野 役

### バラエティ
- モノイズム（2012年）

### CM
- NTTドコモ
- 保険見直し本舗